# Schmiege

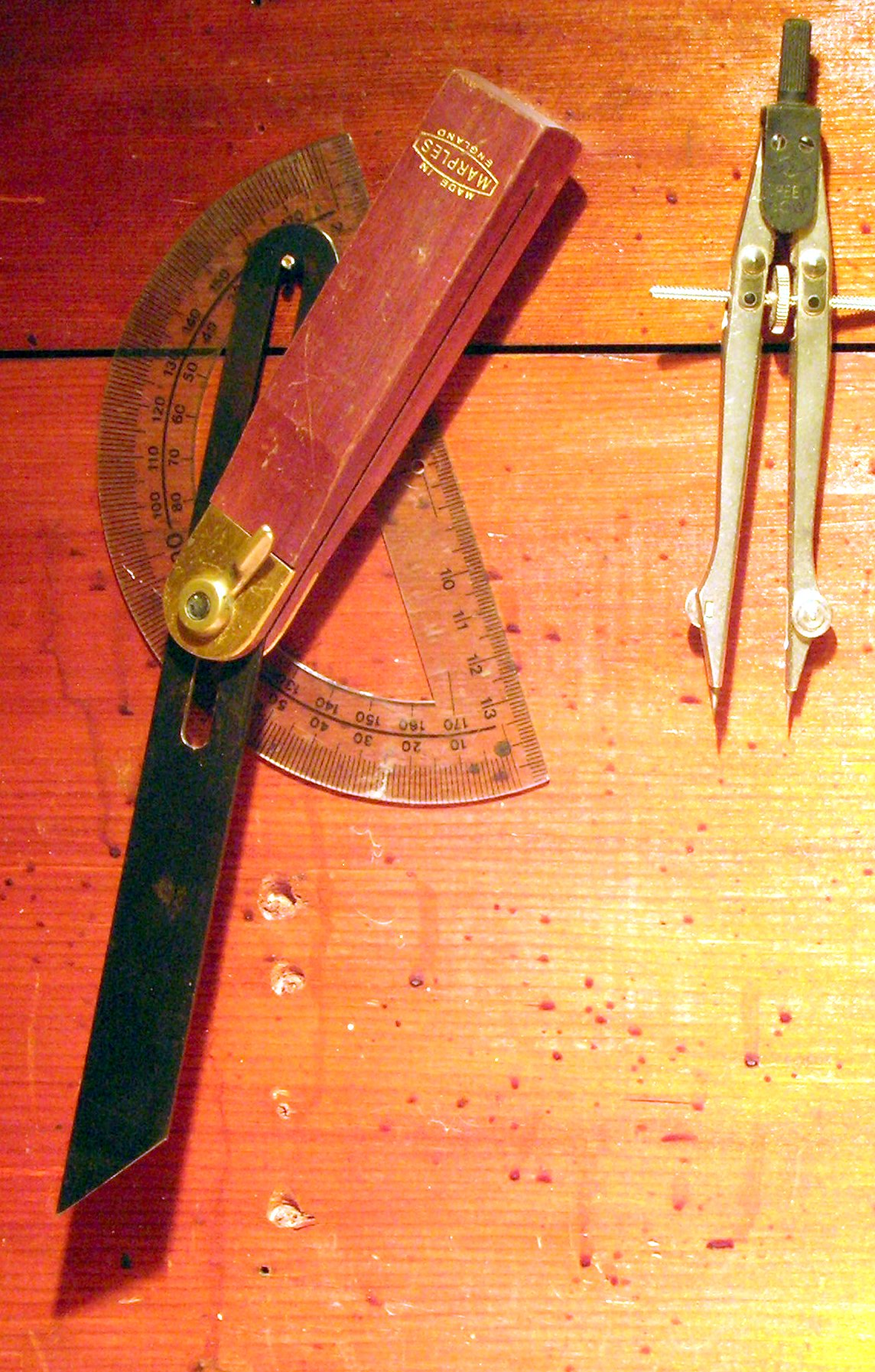
Winkelschmiege

Die Schmiege, auch Winkelschmiege, Stellschmiege oder Schrägmaß genannt, ist ein in vielen Handwerksberufen verwendeter, verstellbarer Winkel zum direkten Übertragen von unbestimmten Winkeln auf Werkstücke. Die Schmiege besteht aus einem geschlitzten Schenkel und einer verstellbaren Zunge, die sich aufklappen und unter einem bestimmten Winkel durch eine Feststellschraube – ähnlich wie bei einem Tafelzirkel – fixieren lässt. Schmiegen gibt es ganz aus Holz oder Metall sowie aus Kombination von beidem.
In Sachsen wird auch der Gliedermaßstab (Zollstock) als Schmiege bezeichnet.

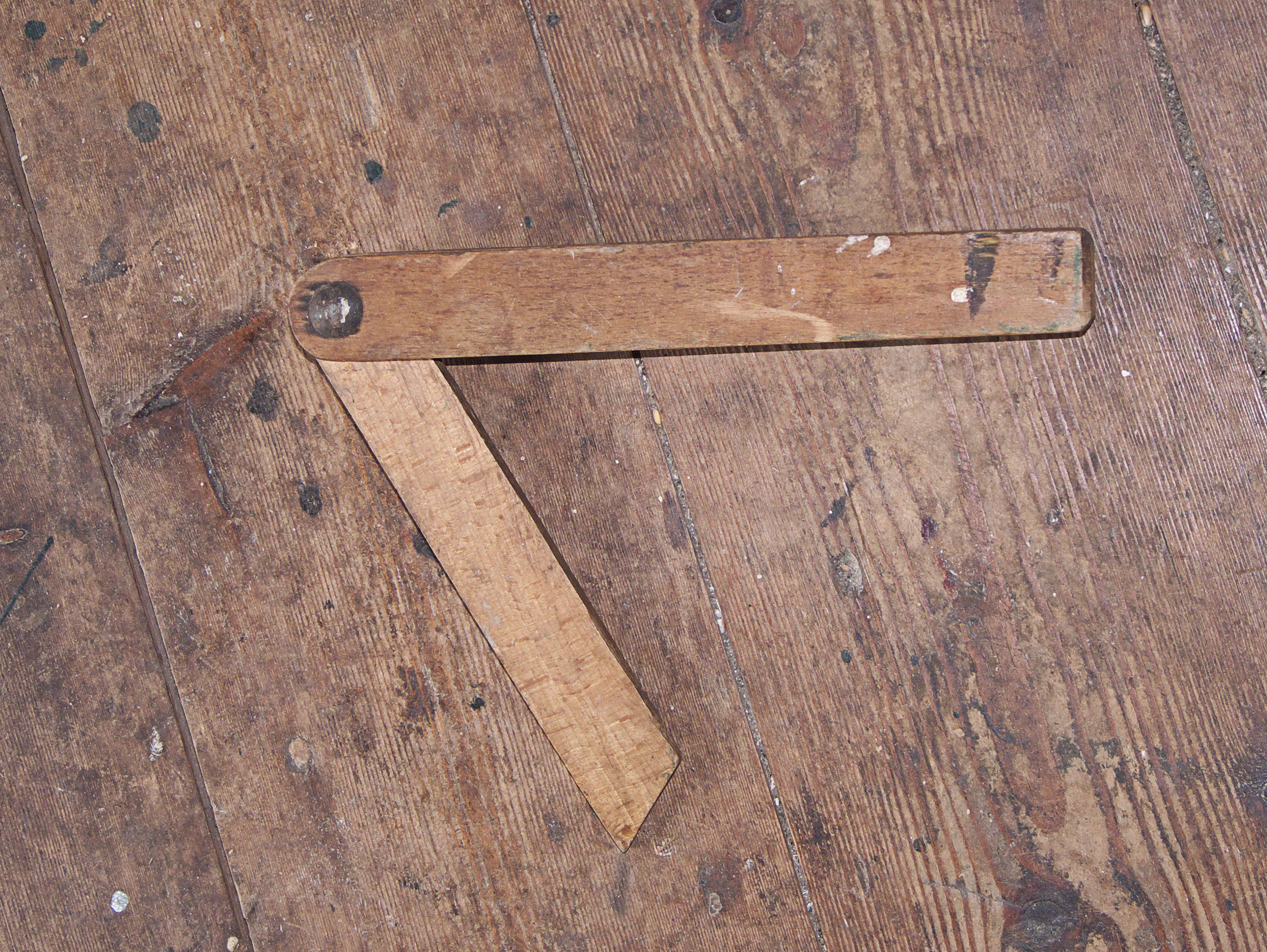
Schmiege aus Holz
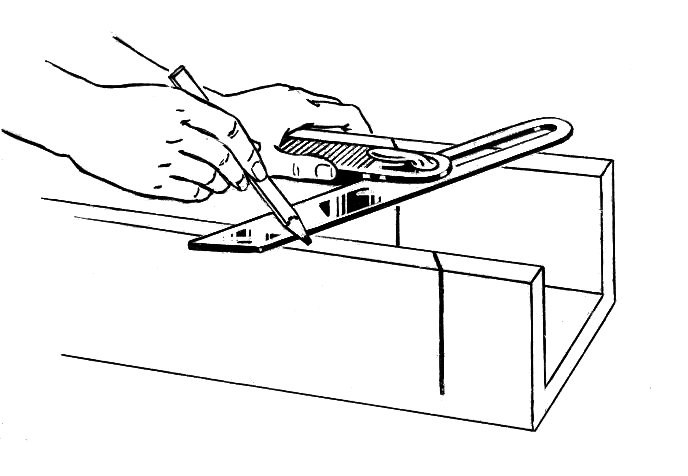
Schmiege im Einsatz